# Гашербрум VI
Гашербрум VI — горная вершина, находящаяся в многовершинном массиве Гашербрум хребта Балторо-Музтаг горной системы Каракорум, расположенная на спорной территории Гилгит-Балтистан.
Ни одна из экспедиций не увенчалась успехом, вершина так и не покорена. Участники экспедиции во главе с Марией Луизой Эркалани утверждали, что поднялись на гору в 1986 году; однако это ставится под сомнение. Считается, что попытка экспедиции Эркалани покорить гору закончилась провалом. В 1993 году горный гид Вальтер Хёльцлер из Германии предпринял попытку сольного восхождения через южную стену, которая завершилась неудачей на 200 метрах ниже вершины из-за острого риска обледенения и схода лавин из зоны обрыва.